# Liste der Baudenkmale in Golchen
In der Liste der Baudenkmale in Golchen sind alle denkmalgeschützten Bauten der Gemeinde Golchen (Mecklenburg-Vorpommern) und ihrer Ortsteile aufgelistet. Grundlage ist die Veröffentlichung der Denkmalliste des Landkreises Mecklenburgische Seenplatte (Auszug) vom 20. Januar 2017.

## Baudenkmale nach Ortsteilen

### Golchen
| ID  | Lage                  | Bezeichnung            | Beschreibung | Bild                   |
| --- | --------------------- | ---------------------- | --- | ---------------------- |
| 413 | Dorfstraße 20 (Karte) | Wohnhaus               | einfaches Reetdach in Sattelform. | Wohnhaus               |
| 414 | Dorfstraße 56 (Karte) | Wohnhaus               | |                        |
| 415 | Dorfstraße 58 (Karte) | Wohnhaus               | Einstöckiger Backsteinbau im neubarocken Stil, um 1880 erbaut, zweistöckiger Mittelrisalit, symmetrische Gestaltung, Fenster mit Dreiecksgiebeln geschmückt.                |                        |
| 417 | Dorfstraße 70 (Karte) | Wohnhaus               | | Wohnhaus               |
| 418 | Dorfstraße (Karte)    | Kirche mit             | Grundmauern aus dem 15. Jahrhundert, später neogotisch erneuert und umgebaut, neogotische Kirche mit barocker Orgel. Kirchhofsmauer aus Feldsteinen mit Backsteinabschluss. | Weitere Bilder         |
| 418 |                       | Feldsteinmauer         | |                        |
| 419 | (Karte)               | Kriegerdenkmal 1914/18 | Kriegerdenkmal für die Gefallenen des Ersten Weltkriegs (1914–1918), aus kleinen und großen Feldsteinen erbaut, eingeweiht am 2. September 1928.                            | Kriegerdenkmal 1914/18 |

## Gestrichene Baudenkmale
- Golchen, Dorfstraße 62, Schule

## Quelle
- Karte der Baudenkmale im Geoportal des Landkreises